# Afrika-Meisterschaften im Straßenradsport 2016
Die Afrika-Meisterschaften im Straßenradsport 2016 wurden vom 23. bis 27. Februar in Marokko ausgetragen. Es handelte um die 11. Veranstaltung dieser Art. Schauplatz war die Stadt Benslimane mit ihrer Umgebung, 50 Kilometer von Casablanca entfernt, wo eine Woche zuvor die Afrika-Meisterschaften im Bahnradsport 2016 stattgefunden hatten. Einige Athleten nahmen an beiden Veranstaltungen teil.

## Ablauf
In den Straßenwettbewerben gab es Teilnehmer aus 30 Ländern, die jeweils für ihre Nationalmannschaften antraten. Schirmherr der Meisterschaften war der marokkanische König Mohammed VI. Straßenrennen und Einzelzeitfahren der Kategorie Elite Männer waren Teil der UCI Africa Tour 2016 in der Klasse CC.
Während bei den Bahn-Meisterschaften die nordafrikanischen Länder dominiert hatten, sah es im Straßenradsport ausgeglichener aus. Allerdings hatten sich einigetraditionell im Radsport starke Länder – wie etwa Südafrika, Namibia oder Rwanda – nicht in der Lage gesehen, die Reisekosten nach Marokko aufzubringen. Sportler aus diesen Ländern mussten ihre Reise selbst finanzieren, was zum Teil durch Crowdfunding und lokale Sponsoren möglich gemacht wurde, wie etwa im Falle der Namibierin Vera Adrian. Adrian gewann letztlich sowohl das Straßenrennen als auch das Einzelzeitfahren. Issak Tesfom Okubamariam aus Eritrea wurde Afrikameister im Straßenrennen und im Mannschaftszeitfahren. In den Wettkämpfen der Juniorinnen ging nur eine einzige Sportlerin an den Start, und zwar Donia Rashwan im Einzelzeitfahren.

## Resultate

### Männer
| Disziplin                     | Platz | Land      | Athlet                                                                      |
| ----------------------------- | ----- | --------- | --------------------------------------------------------------------------- |
| Straßenrennen (180 km)        | 1     | Eritrea   | Issak Tesfom Okubamariam                                                    |
|                               | 2     | Algerien  | Youcef Reguigui                                                             |
|                               | 3     | Eritrea   | Mekseb Debesay                                                              |
| Einzelzeitfahren (40,4 km)    | 1     | Marokko   | Mouhssine Lahsaïn                                                           |
|                               | 2     | Äthiopien | Tsgabu Grmay                                                                |
|                               | 3     | Eritrea   | Daniel Teklehaimanot                                                        |
| Mannschaftszeitfahren (59 km) | 1     | Eritrea   | Elias Afewerki Tesfom Okubamariam Amanuel Gebreigzabhier Mekseb Debesay     |
|                               | 2     | Algerien  | Azzedine Lagab Abderrahmane Mansouri Abderrahmane Bouchlagheme Saidi Nassim |
|                               | 3     | Marokko   | Lahcen Saber Mouhssine Lahsaïn Salah Eddine Mraouni Mohmed Amine Errafai    |

### Frauen
| Disziplin                     | Platz | Land      | Athlet                                                             |
| ----------------------------- | ----- | --------- | ------------------------------------------------------------------ |
| Straßenrennen (120 km)        | 1     | Namibia   | Vera Adrian                                                        |
|                               | 2     | Südafrika | An-Li Kachelhoffer                                                 |
|                               | 3     | Mauritius | Kimberley Le Court                                                 |
| Einzelzeitfahren (27 km)      | 1     | Namibia   | Vera Adrian                                                        |
|                               | 2     | Ruanda    | Jeanne D’arc Girubuntu                                             |
|                               | 3     | Südafrika | Samantha Sanders                                                   |
| Mannschaftszeitfahren (36 km) | 1     | Südafrika | Samantha Sanders An-Li Kachelhoffer Lise Olivier Anriette Schoeman |
|                               | 2     | Äthiopien | Tsega Beyene Eyeru Tesfoam Gebru Mhirte Asgele Eden Bekele         |
|                               | 3     | Eritrea   | Wehazit Kidane Mossana Debesay Wogahta Ghebrehiwet Yohana Dawit    |

### Männer U23
Die Männer U23 starteten im selben Rennen wie die Elite und nahmen an deren Klassement teil, hatten aber zusätzlich ein gesondertes Klassement.
| Disziplin        | Platz | Land     | Athlet                   |
| ---------------- | ----- | -------- | ------------------------ |
| Straßenrennen    | 1     | Eritrea  | Amanuel Gebrezgabihier   |
|                  | 2     | Ruanda   | Jean Claude Uwizeye      |
|                  | 3     | Algerien | Nassim Saidi             |
| Einzelzeitfahren | 1     | Ruanda   | Valens Ndayisenga        |
|                  | 2     | Eritrea  | Amanuel Gebrezgabihier   |
|                  | 3     | Algerien | Abderrahmane Bouchlaghem |

### Junioren
| Disziplin                     | Platz | Land      | Athlet                                                            |
| ----------------------------- | ----- | --------- | ----------------------------------------------------------------- |
| Straßenrennen (120 km)        | 1     | Algerien  | Hanza Mansouri                                                    |
|                               | 2     | Mauritius | Christopher Rougier-Lagane                                        |
|                               | 3     | Algerien  | Abdelraouf Bengayou                                               |
| Einzelzeitfahren (25,2 km)    | 1     | Algerien  | Abdelraouf Bengayou                                               |
|                               | 2     | Mauritius | Christopher Rougier-Lagane                                        |
|                               | 3     | Algerien  | Hanza Mansouri                                                    |
| Mannschaftszeitfahren (31 km) | 1     | Marokko   | Anouar Motassadeq Ayoub Bairi Mohammed Medrazi Anas Jaouy         |
|                               | 2     | Algerien  | Abdelraouf Bengayou Amar Bradai Merouane Brinis Oussama Chablaoui |
|                               | 3     | Angola    | Bruno Araujo Marcio Jose Jose Rocha Antonio Vidal                 |

### Juniorinnen
| Disziplin                | Platz | Land                               | Athlet                             |
| ------------------------ | ----- | ---------------------------------- | ---------------------------------- |
| Einzelzeitfahren (24 km) | 1     | Ägypten                            | Donia Rashwan                      |
|                          | 2     | nicht vergeben mangels Teilnehmern | nicht vergeben mangels Teilnehmern |
|                          | 3     | nicht vergeben mangels Teilnehmern | nicht vergeben mangels Teilnehmern |

## Medaillenspiegel
| Platz  | Land      | Gold | Silber | Bronze | Gesamt |
| ------ | --------- | ---- | ------ | ------ | ------ |
| 1      | Eritrea   | 3    | 1      | 3      | 7      |
| 2      | Algerien  | 2    | 3      | 4      | 9      |
| 3      | Marokko   | 2    | 0      | 1      | 3      |
| 4      | Namibia   | 2    | 0      | 0      | 2      |
| 5      | Ruanda    | 1    | 2      | 0      | 3      |
| 6      | Südafrika | 1    | 1      | 1      | 3      |
| 7      | Ägypten   | 1    | 0      | 0      | 1      |
| 8      | Mauritius | 0    | 2      | 1      | 3      |
| 9      | Äthiopien | 0    | 2      | 0      | 2      |
| 10     | Angola    | 0    | 0      | 1      | 1      |
| Gesamt | Gesamt    | 12   | 11     | 11     | 34     |